# Javonte Smart
Javonte Dedrick Smart (Baton Rouge, Luisiana; 3 de junio de 1999) es un jugador de baloncesto estadounidense que pertenece a la plantilla de los Osceola Magic de la NBA G League. Con 1,93 metros de estatura, juega en la posición de base.

## Trayectoria deportiva

### Universidad
Jugó tres temporadas con los Tigers de la Universidad Estatal de Luisiana, en las que promedió 13,0 puntos, 3,5 rebotes, 3,5 Asistencias y 1,2 robos de balón por partido. En su temporada júnior, promedió 16 puntos, 3,7 rebotes, 4,0 asistencias y 1,3 robos por partido, siendo incluido por los entrenadores en el segundo mejor quinteto de la Southeastern Conference.
Al término de la temporada 2020-21 se declaró elegible para el draft, contratando un agente y renunciando al año que le quedaba como universitario.

#### Estadísticas
| Año     | Equipo | PJ | PT | MPP  | %TC  | %3P  | %TL  | RPP | APP | ROB | TPP | PPP  |
| ------- | ------ | -- | -- | ---- | ---- | ---- | ---- | --- | --- | --- | --- | ---- |
| 2018–19 | LSU    | 34 | 18 | 29.9 | .368 | .311 | .839 | 3.3 | 2.4 | 1.3 | .1  | 11.1 |
| 2019–20 | LSU    | 31 | 30 | 34.2 | .415 | .326 | .814 | 3.5 | 4.2 | 1.1 | .2  | 12.5 |
| 2020–21 | LSU    | 28 | 28 | 35.6 | .460 | .402 | .857 | 3.7 | 4.0 | 1.3 | .1  | 16.0 |
| Total   | Total  | 93 | 76 | 33.1 | .414 | .351 | .836 | 3.5 | 3.5 | 1.2 | .1  | 13.0 |

### Profesional
Tras no ser elegido en el Draft de la NBA de 2021, se unió a los Miami Heat para disputar las Ligas de Verano de la NBA, y el 10 de septiembre firmó contrato con los Heat. Fue despedido antes del comienzo de la temporada y se unió a los Sioux Falls Skyforce como jugador afiliado.
El 30 de noviembre de 2021, Smart firmó un contrato dual con los Milwaukee Bucks. Según los términos del acuerdo, dividirá el tiempo entre los Bucks y su filial de la NBA G League, los Wisconsin Herd. Fue despedido el 13 de enero de 2022.
El 16 de enero fue readquirido por los Sioux Falls Skyforce, y un mes después firmaría un contrato dual con los Miami Heat. El 16 de julio sería cortado por los Heat, quedando como agente libre.
El 4 de noviembre de 2022 fue incluido en la lista de jugadores de la noche de apertura de los Birmingham Squadron de la G League.
En julio de 2023, Smart se unió al equipo de los Philadelphia 76ers para disputar la NBA Summer League y el 13 de agosto firmó un contrato con el equipo. El 21 de octubre, los 76ers convirtieron el contrato en uno dual.
El 14 de enero de 2024 fichó por el equipo serbio del Estrella Roja de la ABA Liga.
El 2 de septiembre de 2024 firmó con los Orlando Magic, pero fue cortado el 12 de octubre. El 27 del mismo mes se incorporó a su filial, los Osceola Magic.

### Selección nacional
Javonte ha representado al combinado estadounidense en categorías júnior en un par de ocasiones. La primera, en 2015, en el Campeonato FIBA Américas Sub-16 de 2015, donde ganaron la medalla de oro, y promedió 6,8 puntos por partido.
Al año siguiente, ganó la medalla de oro en el Mundial de Baloncesto Sub-17 de 2016, celebrado en Zaragoza (España), y donde promedió 5,4 puntos por partido.

Hizo su debut con la selección absoluta en noviembre de 2024, jugando ante Puerto Rico y Bahamas por el clasificatorio a la FIBA AmeriCup de 2025.

## Estadísticas de su carrera en la NBA

### Temporada regular
| Año     | Equipo    | PJ | PT | MPP  | %TC  | %3P  | %TL  | RPP | APP | ROB | TPP | PPP |
| ------- | --------- | -- | -- | ---- | ---- | ---- | ---- | --- | --- | --- | --- | --- |
| 2021-22 | Milwaukee | 13 | 1  | 12.3 | .256 | .222 | .833 | 1.5 | 1.1 | .3  | .2  | 2.4 |
| 2021-22 | Miami     | 4  | 0  | 10.0 | .471 | .444 | —    | 1.3 | .5  | .5  | .3  | 5.0 |
| Total   | Total     | 17 | 1  | 11.8 | .317 | .296 | .833 | 1.4 | .9  | .4  | .2  | 3.0 |